# Rosita Díaz Gimeno
Rosita Díaz Gimeno (Madrid, 1911 (algunas fuentes citan 1908)-Nueva York, 23 de agosto de 1986) fue una actriz española, una de las actrices más importantes del cine español durante la Segunda República Española.

## Biografía
Rosita Díaz Gimeno se marchó a Hollywood en los años 30,al igual que otros actores de la época, para participar en las versiones españolas de películas estadounidenses. Pero pronto regresó a España y siguió actuando para la gran pantalla hasta la guerra civil española. Rosita Díaz estaba casada con el hijo mayor del jefe del gobierno republicano, Juan Negrín, lo que hizo que se viera forzada a exiliarse tras la derrota de la República. 
Volvió a los Estados Unidos, donde llegó a ser profesora en la Universidad de Princeton. También trabajó como actriz de teatro y cine tanto en Nueva York, donde finalmente se instaló, como en México.
Falleció en Nueva York, el 23 de agosto de 1986, ciudad donde fue enterrada.

## Películas
- Un hombre de suerte (1930)
- El hombre que se reía del amor (1933)
- Susana tiene un secreto (1933)
- Sierra de Ronda (1933)
- La Dolorosa (1934)
- Angelina o el honor de un brigadier (1935)
- Rosa de Francia (1935)
- El genio alegre (1939)
- Pepita Jiménez (1945)
- El último amor de Goya (1945)
- Me enamoré de una sirena (1946)